# Alfred Sturtevant
Alfred Henry Sturtevant (ur. 21 listopada 1891 w Jacksonville, zm. 5 kwietnia 1970 w Pasadenie) – amerykański genetyk i zoolog, członek Narodowej Akademii Nauk USA, młodszy brat lingwisty Edgara Sturtevanta, uczeń i współpracownik Thomasa Hunta Morgana w badaniach nad muszką owocową (Drosophila melanogaster). 13 lutego 1968 r. otrzymał z rąk prezydenta USA Lyndona B. Johnsona amerykańskie odznaczenie National Medal of Science za rok 1967.
Wkład naukowy Alfreda Sturtevanta w badania genetyczne polegał na opracowaniu map genetycznych, które wykazywały, że chromosomy zawierają linearnie ułożone geny. Ponadto opisał to, co jest uważane za pierwszy przykład mutacji pojedynczego genu wpływającej na zachowanie.